# Kaap Schanck
Kaap Schanck is het zuidelijkste puntje van het Mornington-schiereiland in de Australische staat Victoria. De kaap scheidt de wilde oceaanwateren van Bass Strait van de iets rustiger wateren van Western Port.
Het meest herkenbare symbool van Kaap Schanck is de vuurtoren van Kaap Schanck, die gebouwd werd in 1859 en daarmee de tweede vuurtoren vormde van Victoria. Een prominente rotsformatie is de Pulpit Rock ("Preekstoel") op het uiterste puntje van de kaap. Ook ligt er een golfbaan op de kaap.
De Brits-Australische kunstenaar Georgiana McCrae maakte veel van haar schilderijen op Kaap Schanck. De Russische kunstenaar-reiziger Nicholas Chevalier gebruikte de effecten van de atmosfeer, gemoedstoestand en dramatische verlichting in zijn schilderijen van de iconische natuurwonderen die hij vond op Kaap Schanck.

## Geschiedenis
In 1800 zeilde de Britse luitenant James Grant met de Lady Nelson langs het gebied en vernoemde de kaap naar de Britse kapitein John Schank. Schank had de verhoogde kiel (of midzwaard) ontworpen van de Lady Nelson. De spelling van de plaats als 'Schanck' is een verschrijving van Schank. Nicolas Baudin noemde het Cap Richelieu toen hij op 30 maart 1802 er langs voer met de korvet Géographe. In maart 1879 werd er een postkantoor geopend, dat weer werd gesloten in 1962. In 1893 zonk de stoomboot SS Alert tijdens een storm voor de kust van Kaap Schanck. Het schip werd in juni 2007 herontdekt na 113 jaar op de oceaanbodem te hebben gelegen.

## Flora en fauna
Op de kaap groeien onder andere kussenstruiken. Op de kliffen worden van tijd tot tijd vogels gespot zoals albatrossen (zoals wenkbrauwalbatrossen, Indische geelneusalbatrossen en Chathamalbatrossen), dunbekpijlstormvogels (vooral tijdens de voorjaarsmigratie), blauwmaskeraalscholvers, bonte aalscholvers, kelpmeeuwen en Pacifische jan-van-genten. De struiken op de kaap huisvesten soorten als bruine doornsnavels, fluithoningeters en andere passanten. Ook de gevlekte struiksluiper komt er voor.

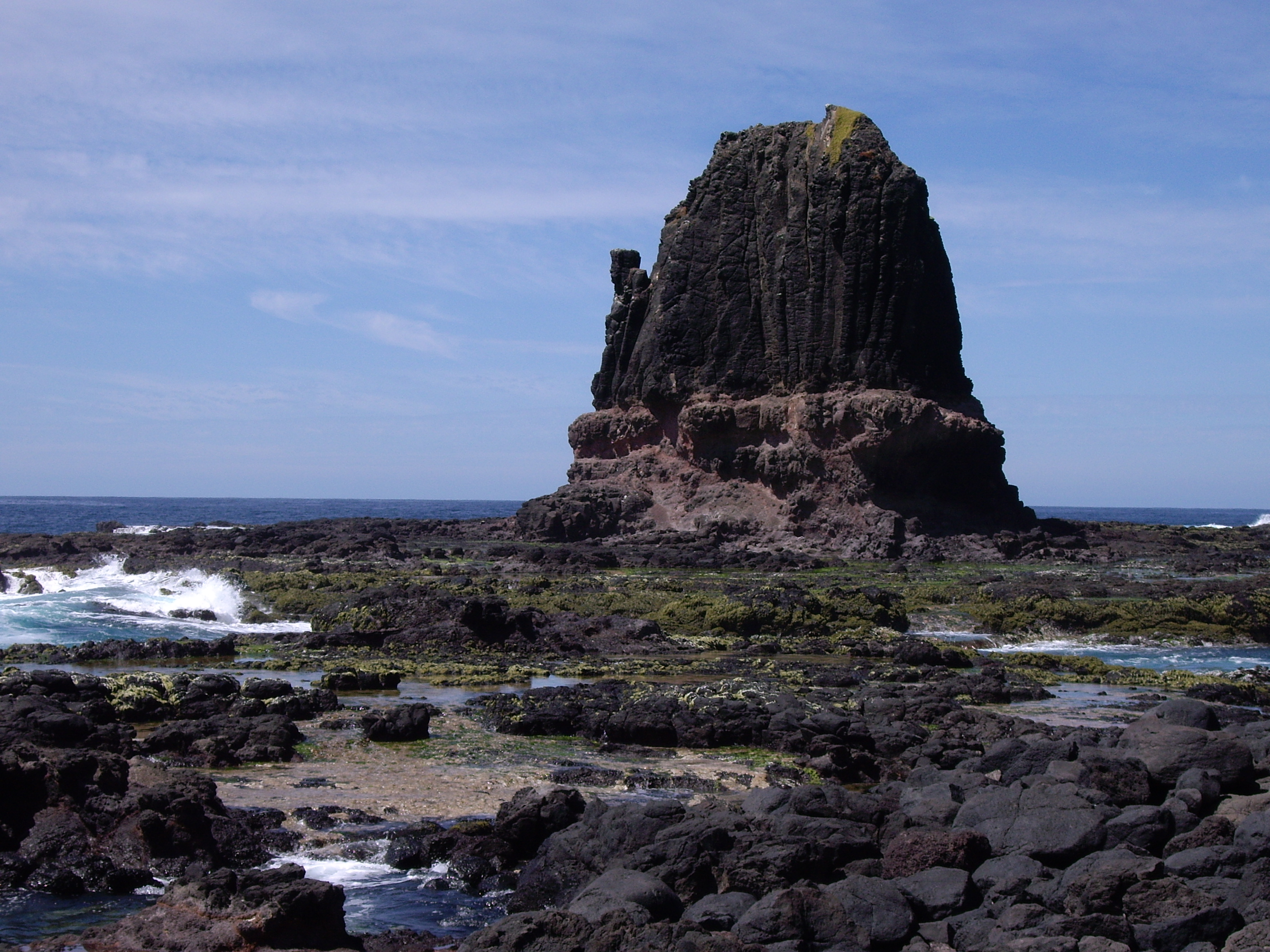
Pulpit Rock
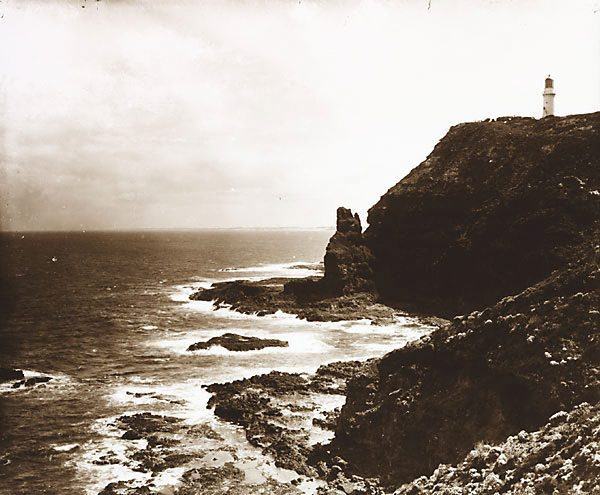
Laat 19e-eeuwse foto van de kaap met de vuurtoren